# Водорацкие
Водорацкие (Водоратцкий, Водорецкие, Водорацковы) — древний русский дворянский род.
При подаче документов (1686) для внесения рода в Бархатную книгу, была предоставлена родословная роспись Водорацких, за подписью Сергея Водорацкого.

## История рода
Род выехал из Польши. Иноземец Григорий Семёнович московский дворянин (1629—1668), воевода в Темникове (1644—1647), голова при встрече Грузинского царя (1658), походный московский дворянин царицы Натальи Кирилловны (1676—1677). Иван Григорьевич состоял в посольстве Нащокина к Датскому королю (1662), стряпчий (1680). Сергей Григорьевич комнатный стольник царя Ивана V Алексеевича (1676—1692), прапорщик Семёновского полка (1696), женат на княжне Матрёне Алексеевне Щербатовой. Водорацкие владели поместьями в Рязанском уезде.
Трое представителей рода владели населёнными имениями (1699).

## Известные представители
- Водорацкий Иван Григорьевич — жилец (1658).
- Водорацкий Пётр Григорьевич — стольник царицы Натальи Кирилловны (1676), стольник (1680).
- Водорацкий Иван Иванович — стольник царицы Прасковьи Фёдоровны (1686—1692).
- Водорацкий Григорий Иванович — стольник (1696)[6].